# 普纳河
普纳河（英語：Purna River）是戈达瓦里河左岸的主要支流，发源于马哈拉施特拉邦奥兰加巴德地区的阿旃陀山脉 。这条河位于马哈拉施特拉邦的雨影区，流经奥兰加巴德、布尔达纳、贾尔纳、欣戈里和帕尔巴尼等地区，流域面积约为 15,579平方千米 。这片巨大的排水区通常被认为是戈达瓦里河的子流域，并与其支流一起形成树枝状的水系型。
普纳河是马哈拉施特拉邦马拉特瓦达地区的主要河流，与戈达瓦里河汇合于流出约373公里后的帕尔巴尼区普尔纳市以南。 

## 源头
普纳河发源于海拔 838m 的高塔尔野生动物保护区内的阿旃陀山脉。这片保护区提供的林地发挥了海绵一般的作用，使马哈拉施特拉邦这片雨水稀少的地区可以保有每年收到的711毫米到889毫米的降雨量，最终汇集成为这条河流重要的水源。

## 水利设施
普纳河沿河道建造了许多重要的水坝，以高效利用这片易旱区的水资源。马拉特瓦达的第二大水坝，耶达利水坝便建筑于此，它高近 51 m，总蓄水量为 9.34 亿立方米。该河流上的其他水坝包括阿古普纳水坝和西德什瓦尔水坝。该地区严重依赖这些水库来满足用水需求，但雨季延迟或较差的季风天气会严重影响该地区，导致干旱和农业生产力降低。